# I pigernes skjulte verden
I pigernes skjulte verden er en dansk produceret dokumentarserie, der belyser de udfordrende forhold og krænkelser, unger piger kan være udsat for, og ofte lever skjult med.

## Om serien
Over seks afsnit drager journalist Sara Frost ud i verden og møder nogle af de piger, der ofte lever skjult for andre, med oplevelser af blandt andet overgreb, sexisme, ulovlig abort osv. Man kommer helt tæt på den til tider brutale virkelighed, disse piger dagligt lever under. Serien blev oprindeligt sendt på TV 2 i 2020.
Serien er udviklet af produktionsselskabet Impact Tv og PlanBørnefonden i lyset af MeToo debatten. Den belyser, hvordan grædrødder og læger kæmper i Kenya, Nepal og Honduras for at varetage rettighederne for krænkede unge kvinder.
Flere afsnit tager endvidere fat i hjemmelige ligestillingsproblemstillingerne og retter fokus mod hjemlige forhold for krænkede piger samt den stigende opmærksomhed på sexisme i Danmark i 2020.

## Eksterne referencer
- https://www.dfi.dk/viden-om-film/filmdatabasen/person/georg-larsen
- https://www.impacttv.dk
- https://play.tv2.dk/programmer/dokumentar/serier/i-pigernes-skjulte-verden Arkiveret 1. december 2020 hos  Wayback Machine